# Парсуна
Парсу́на (искажённое лат. persona — «личность», «особа») — ранний жанр портрета в Русском царстве, в своих живописных средствах находившийся в зависимости от иконописи.
Первоначально — синоним современного понятия портрет вне зависимости от стиля, техники изображения, места и времени написания, искажение слова «персона», которым в XVII веке назывались светские портреты.

## Термин
В 1851 году выходит богато иллюстрированное издание «Древности Российского государства». В IV отделении этого издания, составленного И. М. Снегирёвым, есть очерк, который является первым опытом обобщения материалов по истории русского портрета. Как считает Е. С. Овчинникова, именно Снегирёв в данном очерке, говоря о портретах XVII века, ввёл в научный оборот термин «парсуна». Хотя справедливо было бы утверждать, что именно Е. С. Овчинникова ввела в научный оборот данный термин, позже широко распространившийся в литературе по русскому искусству для обозначения ранних русских портретов.

## Характеристика
Парсуна появляется в переходный период русской истории, во время преобразования средневекового мировоззрения и формирования новых художественных идеалов. Первые русские парсуны создаются, скорее всего, мастерами Оружейной палаты Московского Кремля в XVII веке. Во второй половине XVII века парсуна часто пишется на холсте в технике масляной живописи, хотя манера исполнения продолжает содержать иконописные традиции.
Русской парсуне близки произведения европейской, в том числе польской и литовской портретной живописи XIV—XVII веков, часто также относимые к парсунным.
В парсуне портретное сходство передаётся весьма условно, часто используются атрибуты и подпись, позволяющие определить изображённого.
Доктор искусствоведения Лев Лифшиц отмечает, что: «создатели парсун, как правило, не стремились раскрыть неповторимые свойства портретируемого человека, но должны были соотнести точно запечатлённые черты лица с трафаретной и неизменной схемой репрезентации фигуры, соответствующей сану или званию — боярина, стольника, воеводы, посла. В отличие от „реалистического“ европейского портрета XVII века человек в парсуне, как и на иконе, не принадлежит себе, он навечно выведен из потока времени, но при этом лицо его обращено не к Богу, а к реальной действительности».

### Типы
На сегодняшний день парсуну по изображённым на них персоналиям и техники живописи, можно разделить на следующие категории:
- Надгробные портреты, темпера на доске (Скопин-Шуйский, Фёдор Иванович, Фёдор Алексеевич и т. д.)
- Парсуны маслом на холсте:
  - с изображением царей (Алексей Михайлович, Фёдор Алексеевич, Иван Алексеевич и т. д.)
  - с изображением князей, стольников, дворян и т. д. (галерея Репниных, Нарышкин, Люткин и т. д.)
  - с изображением церковных иерархов (Никон, Иоаким)

Прежде всего упомянем группу «иконных» парсун — изображений царей Ивана Грозного и Фёдора Ивановича, а также князя М. В. Скопина-Шуйского. Эта группа была выделена Е. С. Овчинниковой в её основополагающей работе «Портрет в русском искусстве XVIII в.» Для парсуны на холсте важна её атрибуция русскому или иноземному мастеру. Изучение русской парсуны требует объединённых усилий искусствоведов, историков, реставраторов. Только использование всех методов в комплексе способно принести новые результаты в этой пока ещё мало изученной области отечественного искусства.
- Парсуны XVII - XVIII веков
- Фёдор Иванович
- Борис Годунов
- Алексей Михайлович
- Алексей Михайлович
- Фёдор III Алексеевич
- Фёдор III Алексеевич
- Марфа Апраксина
- Иван V
- Алексей Алексеевич
- Пётр I в детстве
- Евдокия Лопухина
- Иван Грамотин
- Софья Алексеевна
- Василий Голицын
- Лев Нарышкин
- Наталья Нарышкина
- Фёдор Ромодановский
- Василий Люткин
- Аникита Иванович Репнин
- Андрей Меньшой Иванович Репнин
- Андрей Большой Иванович Репнин
- Афанасий Ордин-Нащокин
- Григорий Годунов
- Борис Прозоровский
- Тихон Стрешнев
- Евдокия Стрешнева
- Никита Одоевский
- Патриарх Никон
- Патриарх Никон
- Патриарх Иоаким
- Патриарх Иоаким
- Патриарх Адриан
- Иван Власов
- Гавриил Фетиев
- Имеретинский царевич Александр Арчилович
- Ермак Тимофеевич
- Ермак Тимофеевич
- Ермак Тимофеевич
- Парсуна с изображением Александра Невского
- Пётр I Великий
- Афанасий Алябьев
- Иван Щепотьев (Преображенская серия)
- Андрей Апраксин (Преображенская серия)
- Яков Тургенев (Преображенская серия)
- Сергей Бухвостов (Преображенская серия)
- Алексей Ленин (Преображенская серия)
- Н.М. Жировой-Засекин (Преображенская серия)
- Никита Демидов
- Григорий Чернышёв
- Андрей Измайлов
- Иван Хрисанович
- Алексей Петрович
- Алексей Петрович
- Борис Шереметев
- Борис Шереметев
- Иван Затрапезный
- Григорий Строганов
- Борис Голицын
- Михаил Шерметьев
- Митрополит Афанасий Любимов
- Митрополит Иона
- Степан Михайлович Кашкадамов

## «Парсунная» («живописная») икона
«Парсунными» («живописными») называются иконы, где по крайней мере в красочных слоях применялись масляные краски, а техника формирования живописных деталей близка к технике одной из «классических» европейских техник.
К «парсунным» («живописным») относятся иконы переходного периода, живопись в которых можно отнести к двум основным техникам классической масляной живописи:
- на деревянной основе и светлых грунтах;
- на холсте и на тёмных грунтах[4].